# Aviv Kokhavi
Aviv Kokhavi (également épelé Aviv Kohavi, Aviv Kochavi, en hébreu : אביב כוכבי), né le 23 avril 1964, est le chef d'état-major de l'armée israélienne de 2019 à 2023.
Il commande la division de Gaza de 2004 à 2006, y compris au cours du processus unilatéral de désengagement de Gaza en 2004-2005. Il dirige les services de renseignements militaires israéliens de 2010 à 2014 et le Commandement régional du Nord de novembre 2014 à mars 2017. Il devient le 22e chef d'état-major de l'armée israélienne le 15 janvier 2019, succédant à Gadi Eizenkot ,,.
Il est considéré comme un « faucon » face à l'Iran notamment, jugeant inéluctable une « prochaine guerre ». Il est par ailleurs opposé à l'accord de 2015 sur l'Iran.

## Honneurs et distinctions
- Médaille de campagne de la deuxième guerre du Liban
- Médaille de campagne de l'opération Bordure protectrice